# 上海市人民代表大会
31°11′12″N 121°29′20″E / 31.186661°N 121.489021°E
上海市人民代表大会（简称上海市人大）是上海市的省级地方国家权力机关。现市人大代表任期为5年，其常设机构为上海市人民代表大會常務委員會。

## 職責
根据《地方各级人民代表大会和地方各级人民政府组织法》，上海市人民代表大会，是上海市的地方国家权力机关。并在上海市内，确保宪法及相关法律法规和全国人大相关决议的遵守和执行，并保证预决算的执行。同时，负责选举其常务委员会的组成人员，选举上海市市长和副市长、市高级人民法院院长和市人民检察院检察长、上海市的全国人大代表，审议同级机关的工作报告等权力。并且在相关法律允许范围内，行使地方立法权。

## 历史

### 建立
1954年7月上旬起，依据上一年度制定的《选举法》，由普陀、邑庙、榆林、徐汇、真如等五个区进行试点，开始上海市人大代表的选举工作。至7月底前，完成全市所有800名人大代表的选举。1954年8月16日，第一届上海市人民代表大会召开。随后至1967年间，根据《地方组织法》，直辖市人大任期2年的规定，共选举产生了五届市人大。
1966年5月，文化大革命开始后，市人大陷入停顿，原定于当年举行的第六届市人大代表选举工作未能展开。次年，上海市革命委员会成立，作为上海市地方国家权力机关及执行机关，因而被确认为上海市的第六届人民代表大会。

### 恢复
1977年12月，举行上海市第七届人民代表大会第一次会议（上海市革命委员会负责确定市七届人大代表员额数，其后历届市人大任期均为5年）。
1979年12月29日，根據第五届全国人民代表大会第二次会议所通过的《中华人民共和国地方各级人民代表大会和地方各级人民政府组织法》。重新在宪法上确定上海市人大作为上海市的最高权力机关的合法地位，市人大职能进入正轨和走上发展完善的道路。
1979年年初，第五届全国人民代表大会二次会议通过的修宪决议和地方组织法明确规定，县级以上地方各级人大设立常委会。1979年12月，市七届人大二次会议起设立常设机构常务委员会。1980年上海市各区县人民代表大会也设立常务委员会。
1979年7月，全国人大重新制定了《选举法》，区县人大改间接选举为直选。10人以上联名可以推荐人大代表候选人。
2003年11月6日，市人大常委会制定并实施《公民旁听上海市人民代表大会常务委员会会议》的决定。11月12日，15位本市市民旁听市十二届人大常委会八次会议。
2015年11月16日,“上海人大”微信公众号上线，市民可通过手机的移动应用程序（App）了解市人大各类会议审议法规案实时情况、反应民意和填写调查问卷。

## 机构设置

### 专门委员会
上海市人大下设有各专门委员会，以对应市政府、高院和检察院的相关部门和机构。在人大闭会期间，由人大常委会领导专门委员会的日常工作，各专门委员会需有一名法律专家或对应领域的专家或专职人大代表，各专门委员会的成员由人大主席团提名，人大代表互选产生。目前，共设有九个专门委员会。分别是法制、监察和司法、财政经济、教育科学文化卫生、城市建设环境保护、华侨民族宗教事务、外事、农业和农村以及社会建设委员会。
- 法制委员会是市人大在法制方面的常设专门机构，工作内容是起草法制方面的地方法规案和议案、依据其他专业的提案在一审期间二审期间其他的专门委员会、常委会常委、各代表团会议和人大主席团意见进行综合修改。而在三审表决前负责向人大主席团或人大常委会提交审议结果报告和提案表决稿。与上海市人大常委会法制工作委员会相比，上海市人大法制委员会在组成委员方面均为市人大代表而法工委由专家组成不需一定为市人大代表通常比法制委员会更专业；在权力方面法制委员会拥有提案权并委托法工委进行法律专业的修改咨询而法工委无提案权；在采纳意见方面法制委员会向社会公众征求意见而法工委向组织团体相应政府部门、相应专业单位和专业方面的法律专家征求意见。
- 监察和司法委员会是市人大在监察和司法方面的常设专门机构，工作内容是审议修改监察和司法专业方面的法规案。
- 财政经济委员会是市人大在财政经济方面的常设专门机构。
- 教育科学文化卫生委员会是市人大在教育、科技、文化、卫生、体育等方面的常设专门机构。
- 城市建设环境保护委员会是市人大在城市建设、环境资源保护方面的常设专门机构。
- 华侨民族宗教事务委员会是市人大在华侨、民族、宗教事务方面的常设专门机构。
- 外事委员会是市人大在外事方面的常设专门机构。
- 农业与农村委员会是市人大在农业与农村发展方面的常设专门机构。
- 社会建设委员会是市人大在社会建设方面的常设专门机构。

### 常务委员会
人大常委会委员由市人大主席团提名，由人大代表互选产生，上海市人大常委会下属工作委员会委员可以是非市人大代表。市人大常委会下属委员会为办事机构而非有提案权的议事机构。目前主要为代表资格审查委员会、法制工作委员会、预算工作委员会、人事代表工作委员会、办公厅、立法研究所、人大工作研究会、研究室。

### 办公场所
1949年8月3日至12月5日，上海市一届一次、一届二次各界人民代表会议地点：逸园饭店（现上海文化广场）；1950年4月15日至1954年2月26日，上海市一届三次至三届二次各界人民代表会议地点：市人民政府大礼堂。1955年至2010年人大（全体）会议地点：上海展览中心（原中苏友好大厦）；2011年，上海世博中心成为上海市人大（全体）会议的地点。
上海市人民代表大会常务委员会牌子挂在上海人民广场人民大厦。
1949年至1955年市人大常委会办公地点：上海公共租界工部局大楼；1955年至1995年常委会办公地点：上海外滩滙豐銀行大樓，与上海市人民政府、上海市政协合署办公。